# Macizo de Caliman

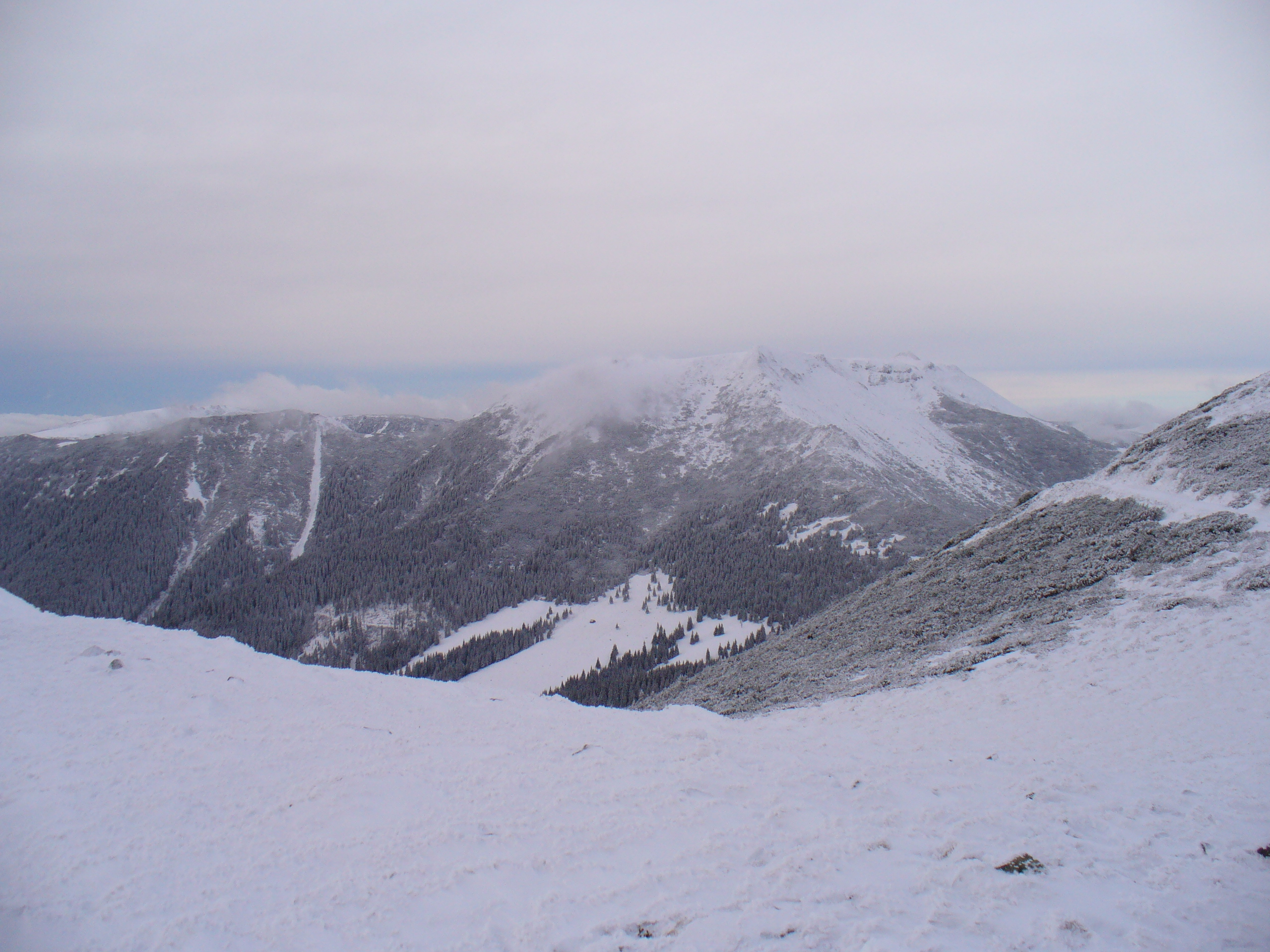
Pico Pietrosu, macizo de Caliman, Rumania

El macizo de Caliman (rumano, Călimani; húngaro, Kelemen-Havasok) son el complejo volcánico más grande de los Cárpatos en Transilvania, Rumania. Se encuentran formando parte de las montañas Căliman-Harghita. Aquí son evidentes los signos de glaciación accesibles al estudio. El pico Pietrosu alcanza una altura de 2.102 metros. Al sur hay volcanes extintos.
Las montañas son una de las zonas protegidas de Rumania.